# ABTS
L'ABTS, nome IUPAC acido 2,2'-azino-bis(3-etilbenzotiazolin-6-solfonico), è una sostanza cromogena che può essere convertita nella sua forma monocationica radicalica ABTS+ (colorata) se trattata con un agente ossidante quale il perossido di idrogeno. Viene utilizzata in biochimica per lo studio della cinetica di reazione di specifici enzimi e comunemente quale cromogeno nella tecnica ELISA. ABTS  viene commercializzato sotto forma di sale d'ammonio di formula C18H24N6O6S4 e numero CAS 30931-67-0.

## Uso
Insieme col perossido di idrogeno è un comune co-substrato delle perossidasi oltre che ad essere un substrato delle laccasi. L'ABTS può essere utilizzato per seguire indirettamente la cinetica di reazione di qualunque enzima che produca perossido di idrogeno, importanti nel metabolismo dei radicali liberi, o semplicemente per determinare il quantitativo del perossido presente in un campione.
Questo composto viene utilmente sfruttato nella pratica comune in quanto gli enzimi catalizzano la reazione col perossido di idrogeno originando un prodotto idrosolubile di colorazione verde la cui assorbanza può essere misurata a 405 nm con uno spettrofotometro. Talvolta viene utilizzato anche nella determinazione del glucosio in fluidi biologici quale il siero ematico.